# سربرهنه‌های ریزلب
سربرهنه‌های ریزلب (نام علمی: Leptochilichthys) نام یک سرده از راسته سیمین‌ماهی‌سانان است. واژۀ یونانی Leptos به معنی ریز و کوچک و واژۀ cheilos به معنی لب است.